# 大奧梅利亞尼克
50°44′19″N 25°16′4″E / 50.73861°N 25.26778°E
大奧梅利亞尼克（烏克蘭語：Великий Омеляник），是烏克蘭西部的村落，隸屬沃倫州盧茨克區盧茨克市鎮，位於盧茨克市西方，始建於1429年，面積2.91平方公里，海拔高度200米，人口2000，人口密度每平方公里324.05人。